# Belvederei Apollón
A belvederei Apollón egyike a leghíresebb, a művészettörténészek által nagyra becsült ókori márványszobroknak. A 19. században a klasszikus görög művészet egyik csúcspontjának tekintették, később azonban bebizonyosodott, hogy pusztán egy korábbi szobor 2. században készült másolata. Az eredeti szoborról feltételezik, hogy i.e. 330-320-ban készült és más szobrokkal való stílusrokonsága révén Leókharésznak tulajdonítják. A 2,24 méter magas szobrot 1489-ben találták meg és Giulio della Rovere tulajdona volt. Miután II. Gyula pápaként a Vatikánba költözött a szobrot 1511-ben a palotaegyüttes egyik, jó kilátást (olaszul: bel vedere) biztosító udvarában (olaszul: cortile), az ún. Cortile del Belvedere-ben helyezte el, innen származik mai megnevezése is.